# Marco Gentile
Marco Gentile (Ginebra, 21 de agosto de 1959-Nogaro, 18 de noviembre de 1989) fue un piloto de motociclismo suizo.

## Biografía
Graduado en un instituto técnico para mecánica automotriz, Gentile comenzó a competir en la moto en 1980, compitiendo en el campeonato junior suizo y ganando su primera carrera esa temporada.
Vicecampeón suizo de la categoría de 250 en 1982, el año siguiente partocipó en el Campeonato Europeo en el cuarto de litro, pasando en 1984 a correr en 500 c. c., terminando el Europeo en 31.º posición y dando el salto al Mundial en ocasión del GP de España, retirándose en la quinta vuelta.
En 1985 fue campeón europeo de los 500 c. c., y continuó corriendo en el Mundial: 
fue con motivo del GP de Francia donde Gentile se reunió con el técnico francés Claude Fior, conocido en el campeonato por sus motocicletas con soluciones no convencionales.
En la temporada 1986 Gentile continuó la colaboración con Fior, corriendo en el medio litro desarrollado por el técnico francés y obteniendo el mejor resultado en el undécimo lugar en el GP de Suecia, tocando la zona de puntos. Los resultados mejoraron año siguiente, con el décimo lugar en el GP de San Marino, donde ganó el primer punto para los suizos y para Fior. En la temporada 1988, Gentile logró obtener ocho puntos y el vigésimo tercer puesto en la clasificación final.
En la temporada 1989 Gentile y la Fior obtuvo buenos resultados, transitando en los puntos en la mayor parte de los GP (con un cuarto puesto en el GP de las Naciones - boicoteado por los pilotos oficiales- como mejor resultado) y terminando el campeonato en la decimoséptima posición, empatado con Randy Mamola, piloto oficial de Cagiva. 
Acabada la temporada, Gentile y Fior estudiaron entrar 250 con motor Rotax para la temporada 1990. Pero probando un kart en el circuito de Nogaro, Gentile perdió el control del vehículo al chocar contra una barandilla y perdió su vida en el golpe.

## Resultados en el Campeonato del Mundo
Sistema de puntuación desde 1969 hasta 1987:
| Posición | 1.º | 2.º | 3.º | 4.º | 5.º | 6.º | 7.º | 8.º | 9.º | 10.º |
| Puntos   | 15  | 12  | 10  | 8   | 6   | 5   | 4   | 3   | 2   | 1    |

Sistema de puntuación desde 1988 hasta 1991:
| Posición | 1.º | 2.º | 3.º | 4.º | 5.º | 6.º | 7.º | 8.º | 9.º | 10.º | 11.º | 12.º | 13.º | 14.º | 15.º |
| Puntos   | 20  | 17  | 15  | 13  | 11  | 10  | 9   | 8   | 7   | 6    | 5    | 4    | 3    | 2    | 1    |

(Carreras en negrita indica pole position, carreras en cursiva indica vuelta rápida)

### Carreras por temporada
| Año  | Cat.  | Moto           | 1       | 2       | 3       | 4       | 5       | 6       | 7       | 8       | 9       | 10      | 11      | 12     | 13      | 14     | 15      | 16 | Pts. | Pos. |
| ---- | ----- | -------------- | ------- | ------- | ------- | ------- | ------- | ------- | ------- | ------- | ------- | ------- | ------- | ------ | ------- | ------ | ------- | -- | ---- | ---- |
| 1984 | 500cc | Yamaha         | RSA -   | NAC -   | ESP Ret | AUT -   | ALE -   | FRA 20  | YUG 17  | NED -   | BEL Ret | GBR -   | SUE Ret | RSM 15 |         |        |         |    | 0    | -    |
| 1985 | 500cc | Yamaha y Honda | RSA -   | ESP -   | ALE 14  | NAT -   | AUT 25  | YUG -   | NED -   | BEL -   | FRA Ret | GBR -   | SUE -   | RSM -  |         |        |         |    | 0    | -    |
| 1986 | 500cc | Fior-Honda     | ESP 19  | NAC Ret | ALE Ret | AUT Ret | YUG 15  | NED 11  | BEL Ret | FRA 12  | GBR Ret | SUE 11  | RSM Ret |        |         |        |         |    | 0    | -    |
| 1987 | 500cc | Fior-Honda     | JAP Ret | ESP 12  | ALE Ret | NAC Ret | AUT Ret | YUG 23  | NED 13  | FRA 11  | GBR 14  | SUE 21  | CHE Ret | RSM 10 | POR Ret | BRA 12 | ARG 11  |    | 1    | 24.º |
| 1988 | 500cc | Fior           | JAP Ret | USA Ret | ESP Ret | EXP Ret | NAC 14  | ALE 17  | AUT Ret | NED 15  | BEL 30  | YUG Ret | FRA 17  | GBR 20 | SUE 19  | CHE 11 | BRA Ret |    | 8    | 24.º |
| 1989 | 500cc | Fior           | JAP 20  | AUS 13  | USA 12  | ESP 12  | NAC 4   | ALE Ret | AUT 14  | YUG Ret | NED 14  | BEL 12  | FRA Ret | GBR 13 | SUE DNQ | CHE -  | BRA -   |    | 33   | 17.º |